# 3I/ATLAS
Pour les articles homonymes, voir 3I, ATLAS et Comète ATLAS.
3I/ATLAS, désignation provisoire C/2025 N1 (ATLAS) et désignation temporaire A11pl3Z, est une comète interstellaire découverte par ATLAS Chile (W68) le 1er juillet 2025.

## Observations et suivi

Animation de la découverte de 3I/ATLAS par ATLAS Chile.

Depuis sa découverte le 1er juillet 2025, 3I/ATLAS fait l’objet d’un suivi intensif par plusieurs observatoires :
- Suivi photométrique : sa magnitude en bande V est passée de ≃ 18,0 lors de la découverte à ≃ 17,5 le 6 juillet, signe d’une activité croissante de la coma[2].
- Rotation et forme du noyau : des variations photométriques à l’Observatoire du Teide suggèrent une période de rotation d’environ 8 h et une amplitude de ~ 0,3 mag, compatible avec un noyau allongé[3].

## Origine

### Hypothèse orthodoxe
Les observations au 7 juillet 2025 dessinent un portrait cohérent :
- Origine interstellaire : trajectoire  hyperbolique (e ≈ 6,15) et vitesse à l’infini (≈ 58 km/s) confirment qu’elle n’est pas capturée par le Système solaire.

### Hypothèse exotique
Dans un article publié le 17 juillet 2025 sur la plateforme ouverte arXiv
, l'astrophysicien Abraham Loeb de l'université d'Harvard, qui avait déjà participé à la découverte de Oumuamua en 2017, fait l'hypothèse que l'origine de 3I/ATLAS ne soit pas naturelle mais « technologique...(et) possiblement hostile » envoyée comme une sonde dans notre système solaire. Selon lui l'objet interstellaire présente plusieurs caractéristiques anormales pour une simple comète, comme sa taille, sa luminosité, sa vitesse ou encore son orbite.

## Caractéristiques
C'est le troisième objet interstellaire connu et, parmi ces trois, celui qui a de loin à la fois la trajectoire la plus excentrique, avec une excentricité de 6,15 ± 0,17, et la vitesse à l'infini la plus grande, environ 58 km/s. Les premières analyses donnent un âge estimé à 7 milliards d'années, soit plus ancien que le Soleil. 
En comparaison avec les autres objets interstellaires, contrairement à 1I/ʻOumuamua (sans coma) et à 2I/Borissov (coma puissante), 3I/ATLAS présente un niveau d’activité intermédiaire, avec une coma visible mais moins étendue que Borissov.

## Trajectoire et absence de danger potentiel
Selon la NASA, la comète ne présente aucun risque de collision avec la Terre, qu’elle ne devrait pas approcher à moins de 1,6 unité astronomique (environ 239 millions de kilomètres).
La comète, provenant de la direction de la constellation du Sagittaire, devrait passer fin octobre 2025 à son point le plus proche du Soleil, à une distance de 1,4 ua (environ 209 millions de kilomètres), entre l'orbite de la Terre et celle de Mars.